# Ernő Dohnányi
Ernő Dohnányi, znám také jako Ernst von Dohnányi (27. července 1877, Prešporok – 9. února 1960, New York) byl maďarský hudební skladatel, klavírista a dirigent narozený v Horních Uhrách (dnešním Slovensku) a naturalizovaný ve Spojených státech amerických.

## Hudební činnost
Hudbu i vyučoval a ve třicátých letech 20. století působil také jako hudební ředitel Maďarského rozhlasu.
Po absolvování Královské hudební akademie (dnes Liszt Ferenc Zeneművészeti Egyetem) v Budapešti se proslavil ve světě jako klavírista. Když roku 1948 moc v Maďarsku převzali komunisté, emigroval, nejprve do Argentiny, od roku 1949 působil v USA, na Floridské státní univerzitě.
Jeho dílo by se dalo charakterizovat jako konzervativní a pozdně romantické, patří do něj několik oper a symfonií, dále jeden balet a různé komornější skladby.